# Schloss Braunshardt

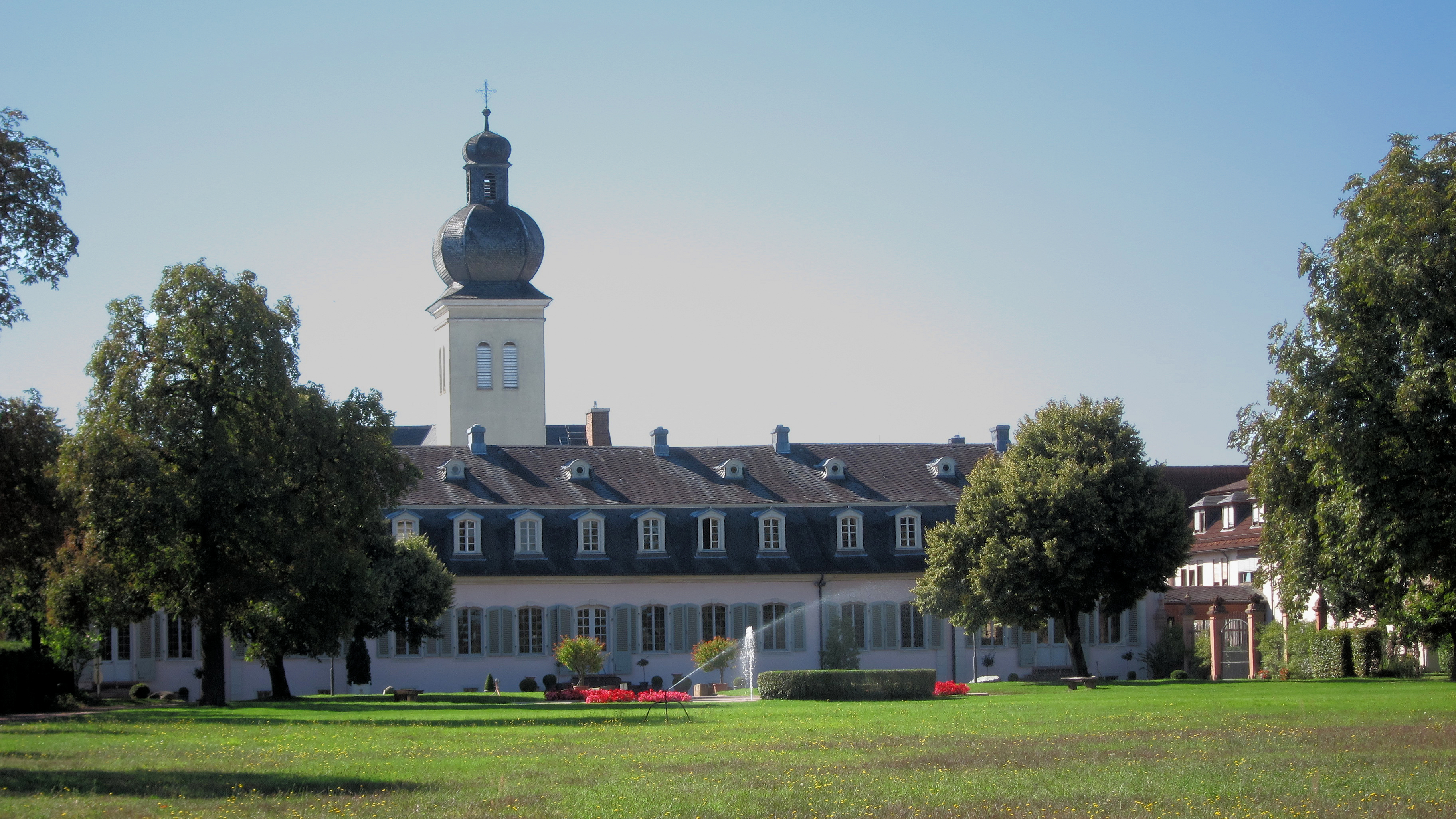
Schloss Braunshardt vom Park aus gesehen

Das Rokokoschloss Schloss Braunshardt liegt im Stadtteil Braunshardt der südhessischen Stadt Weiterstadt.
Landgraf Ludwig VIII. schenkte im Jahr 1760 das Hofgut Braunshardt seinem Sohn Prinz Georg Wilhelm von Hessen-Darmstadt. Dort ließ er vom Architekten Johann Jakob Hill das Schloss nach französischem Vorbild bauen. Seine Gattin Gräfin Maria Luise Albertine zu Leiningen-Dagsburg-Falkenburg gab die finanzielle Unterstützung.
Eine Besonderheit am Schloss ist, dass jedes Zimmer in einer anderen Farbe gehalten ist. Im Jahr 1885 besuchte die britische Königin Victoria das Schloss. Sie nannte es später in ihrem Tagebuch ein „buntes Pralinenkästchen“.
Nach rund 250 Jahren wechselvoller Geschichte kaufte die Stadt Weiterstadt im Jahr 2006 das Schloss.

## Geschichte

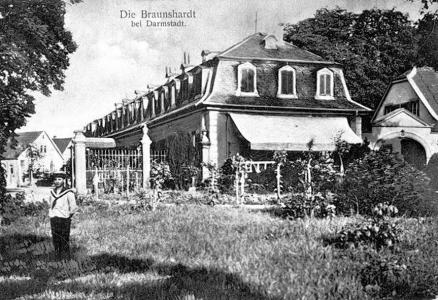
Postkarte um 1900

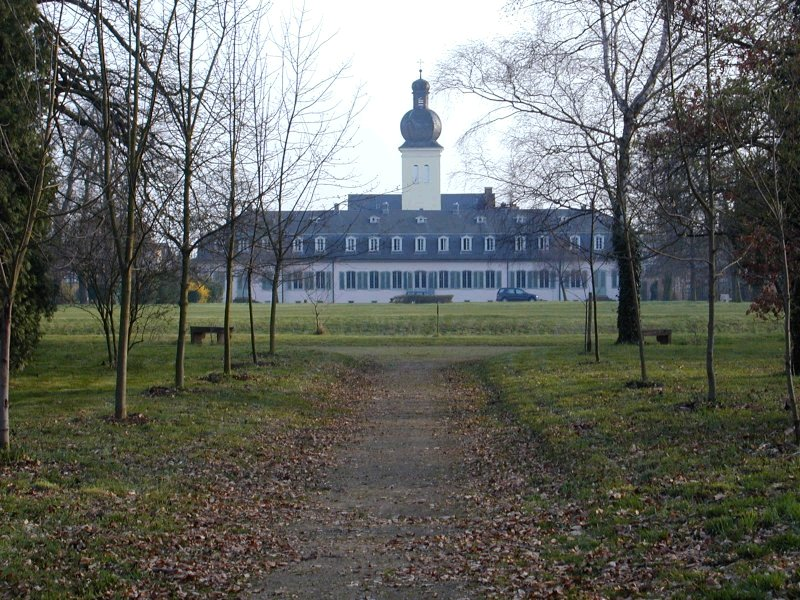
Schloss Braunshardt mit seinem Garten.

### 18. Jahrhundert
Das Schloss Braunshardt wurde 1760 von Prinz Georg Wilhelm gebaut. Er bekam das Gut Braunshardt von seinem Vater, Landgraf Ludwig VIII. von Hessen-Darmstadt, geschenkt. Von Ingenieurleutnant Johann Jakob Hill ließ er mit der finanziellen Unterstützung seiner Gemahlin das aus einem Erdgeschoss bestehende Schloss mit holländischem Mansarddach bauen. Am Schloss wurde ein Garten im  Stile des Petit Trianon des Schlosses Versailles angelegt. Der Kavaliersbau und der Küchenbau schlossen sich rechtwinklig an der Südseite an.
Im Jahre 1772 ließ Prinz Georg Wilhelm eine Brennerei einrichten. Er erhielt dazu eine Erlaubnis auf ewige Zeit. Sechzehn Jahre später starb er und sein Sohn Prinz Georg Karl bekam die Hinterlassenschaften vererbt. Er betätigte sich als Physiker und Techniker, indem er Versuche mit der Dampfkraft anstellte. Er errichtete im Jahre 1786 eine Ölmühle, für die er extra einen Fachmann holte. Es war der erfahrene Müller Johann Georg Bernhard aus Nieder-Modau, der die Führung über diese Mühle bekam. Einige Jahre später bekam der Gärtner Schneeberger aus Braunshardt die Aufsicht über die Ölmühle.
Ein ganz besonderer Gast des Schlosses war Luise von Mecklenburg-Strelitz, die spätere Königin von Preußen. Sie war eine Enkelin des Erbauers des Schlosses. Im Jahr 1793 weilte sie mit ihrem Verlobten, dem Kronprinzen von Preußen, im Schloss.

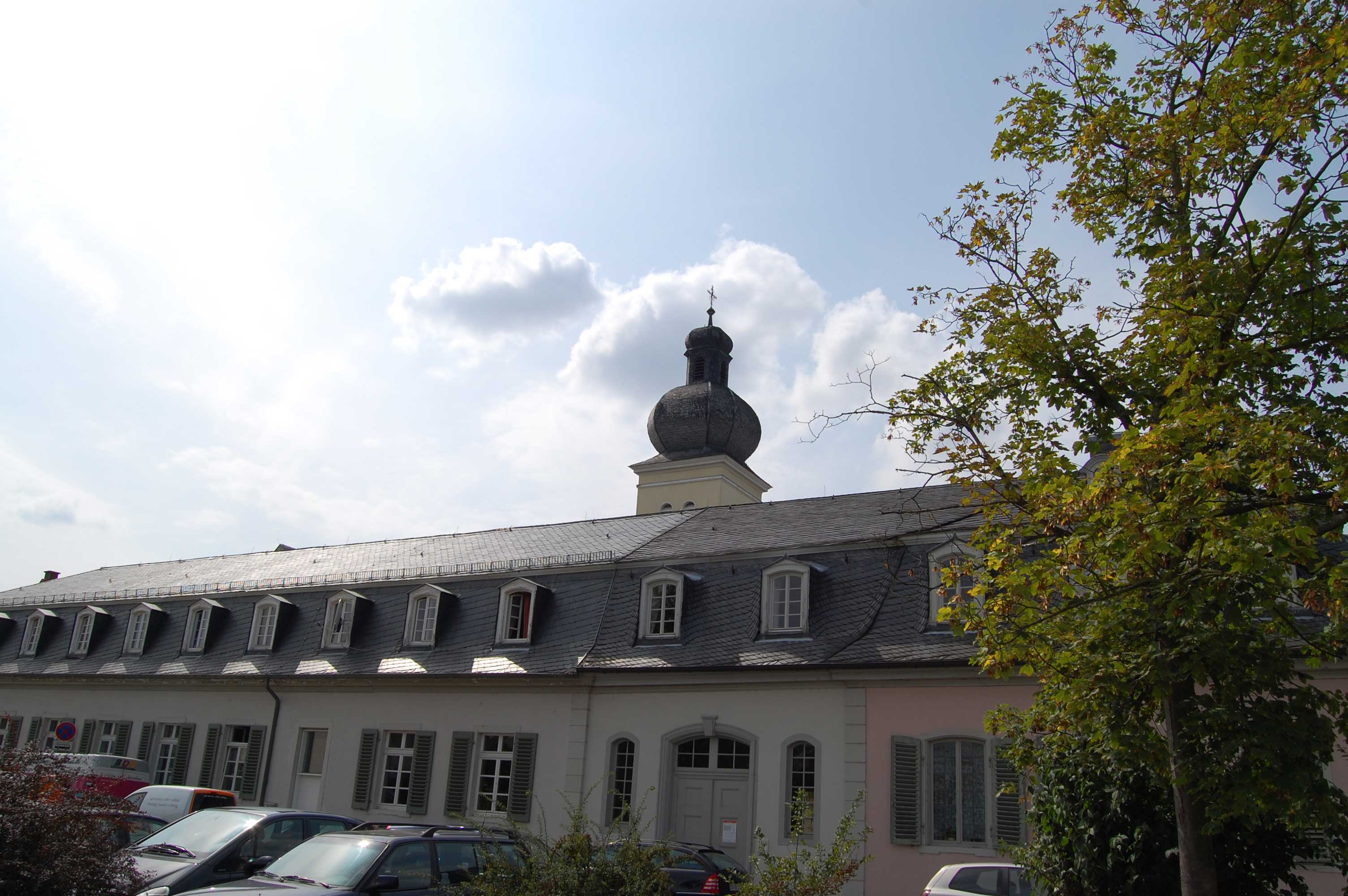
Der Kirchturm des Schlosses. Er wurde 1926 gebaut.

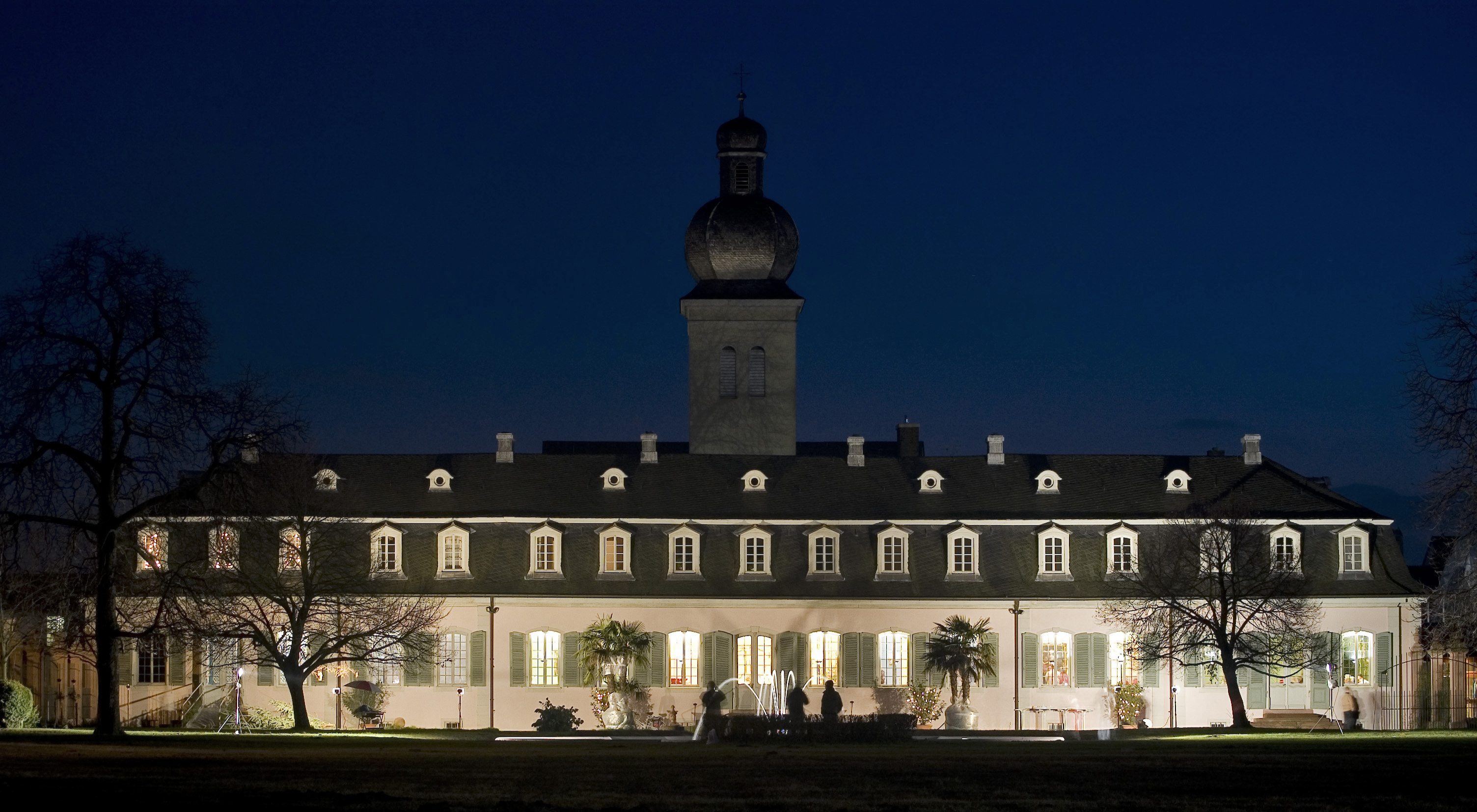
Schloss Braunshardt bei Nacht. Zu sehen ist der Luisenflügel und der Kirchturm.

### Besitzerwechsel
Als Prinz Georg Karl im Jahr 1819 sein ganzes Vermögen verlor, übernahmen Gläubiger das Gut in Braunshardt. Drei Jahre später kaufte der Hofgerichtsadvokat Karl Weidenbusch nach einigen Verhandlungen das Schloss. Als er zwei Jahre später starb, ging der Besitz an den Darmstädter Großkaufmann Johann Heinrich Fuhr über. Als dieser im Jahre 1840 unverheiratet starb, erbte dessen Neffe, der Landwirt Georg Ludwig Heinrich Fuhr. Er verkaufte es im Jahr 1865 für 60.000 Gulden an den Frankfurter Bankier Achilles Andreae. Dieser hatte es aber nur im Auftrag von Großherzog Ludwig III. gekauft, an den es schließlich ging. Ein Großteil der Wiesen und Äcker wurde im selben Jahr an Bauern aus Braunshardt verkauft. Der Großherzog sanierte das Schloss und es wurde am 30. Mai 1867 neu eingeweiht. In dieser Zeit hat sich Prinzessin Alix, die spätere Zarin, als Kind oft in Schloss Braunshardt aufgehalten. Das Schloss blieb jedoch nur einige Jahrzehnte in der großherzoglichen Familie.
1898 übernahm Ernst von Hohmeyer das Schloss, der es verschiedentlich weitervermietete. Am 15. Mai 1904 besuchte Großherzog Ernst Ludwig das Schloss. Er errichtete auf einem Gelände neben dem Park das Mädchenheim Marienhof. Zwischen 1907 und 1911 mietete das Schloss die verwitwete Fürstin Karl von Hanau. Im April 1912 zog die neue Mieterin, ein Fräulein Lemp, in das Schloss ein. Mit der Mieterin blühte das Schloss noch einmal auf. Sie verlegte die von ihr geleitete Deutsche Frauenschule ins Schloss. Jedoch wurde die Schule nach zwei Jahren in die Nähe von Kassel verlegt. Ab diesem Zeitpunkt benutzte die Eigentümerin das Schloss nur noch als Sommeraufenthalt. Im Jahre 1915 kaufte Eduard von Bamberg das Schloss, der dort seine Sammlungen und Bibliothek unterbrachte. Er ließ den heutigen Speisesalon anlegen. Er war auch der Erbauer des Gartensälchens, das heute als eine Muttergotteskapelle genutzt wird. Nach dem Waffenstillstand 1918 zerstörten französische Truppen fast die komplette Bibliothek und die Sammlungen.
Der Caritasverband der Diözese Mainz erwarb das Schloss 1926 und führte eine Renovierung durch. Das Aussehen des Schlosses wurde nicht verändert, jedoch wurden die Nebengebäude auf gleiche Höhe und Gestalt gebracht und mit dem Schloss verbunden. Ein Jahr später wurde nach Westen die Anlage um das Dreifache erweitert. In der Mitte des Schlosses entstand die St. Ludwigskapelle mit dem Kirchturm. Sie wurde vom Mainzer Bischof Ludwig Maria Hugo 1929 konsekriert. Der Garten war zeitweise in ein großes Gemüsebeet verwandelt. Nur die Lindenalleen sind noch erhalten geblieben. Seit den Umbauarbeiten leiteten Benediktinerinnen das Mädchenheim und bewirtschafteten selbst Grund und Boden. Kurz darauf wirken an selber Stelle die Englischen Fräulein. Sie boten ihren Schülerinnen einen herrlichen Landschulheimaufenthalt in Braunshardt. Außerdem betreuten sie den Freiwilligen Arbeitsdienst.
Seit 1936 betreute der Johannesbund Leutesdorf das Anwesen. Sie stellten das ganze Heim in den Dienst der Exerzitien und der Betreuung der Alten. Dies war aber im Dritten Reich nicht einfach, und bereits 1941 lösten die Nationalsozialisten das Heim auf. Im Jahre 1950 erhielt der Johannesbund den Besitz zurück.
Das noch übriggebliebene prachtvolle Inventar des Schlosses befindet sich heute im Prinz-Georg-Palais und im Schlossmuseum Darmstadt. Im Schloss selbst sind nur noch die Marmorkamine und die Stuckaturen erhalten geblieben. Seit den 1970er Jahren ist ein kleiner Teil des Schlossparks mit Wohnhäusern versehen. Dieser Teil wurde verkauft, um vom Erlös das Schloss zu sanieren und zu restaurieren. Der Erlös wurde jedoch nicht für das Schloss benutzt, sondern der Johannesbund beschloss 1984 im südwestlichen Teil ein neues Altersheim zu bauen. Es wurde ein Teil des Schlosses abgerissen, nicht jedoch der historische Teil. Seit 1985 ist das Altersheim in Betrieb. Das stark heruntergekommene Schloss selbst wurde 1987 an Helmuth von Maltzahn verkauft, der es mit puristischer Liebe zum Detail restaurierte und mit seiner Familie bewohnte. Als Retter eines der „Top Ten“-Rokokoschlösser Deutschlands erhielt Maltzahn 1992 den Hessischen Denkmalschutzpreis.

## Schloss Braunshardt heute
2006 bezog Helmuth von Maltzahn das inzwischen von ihm wieder aufgebaute mecklenburgische Schloss Ulrichshusen und verkaufte Schloss Braunshardt an die Stadt Weiterstadt. Diese erwarb es mit der Absicht, es der Öffentlichkeit zugänglich zu machen. Diese Absicht wurde nie verwirklicht. Bis heute ist das Schloss für die Öffentlichkeit nur auf Anfrage und zu bestimmten Anlässen geöffnet, z. B. bei Führungen, bei Veranstaltungen und für Trauungen.
Im Jahr 2008 ließ die Stadt den Brunnen im Park sanieren. Im selben Jahr kaufte die Stadt einen Großteil des Schlossparks dem Johannesbund Leutesdorf ab.